# BMW X4

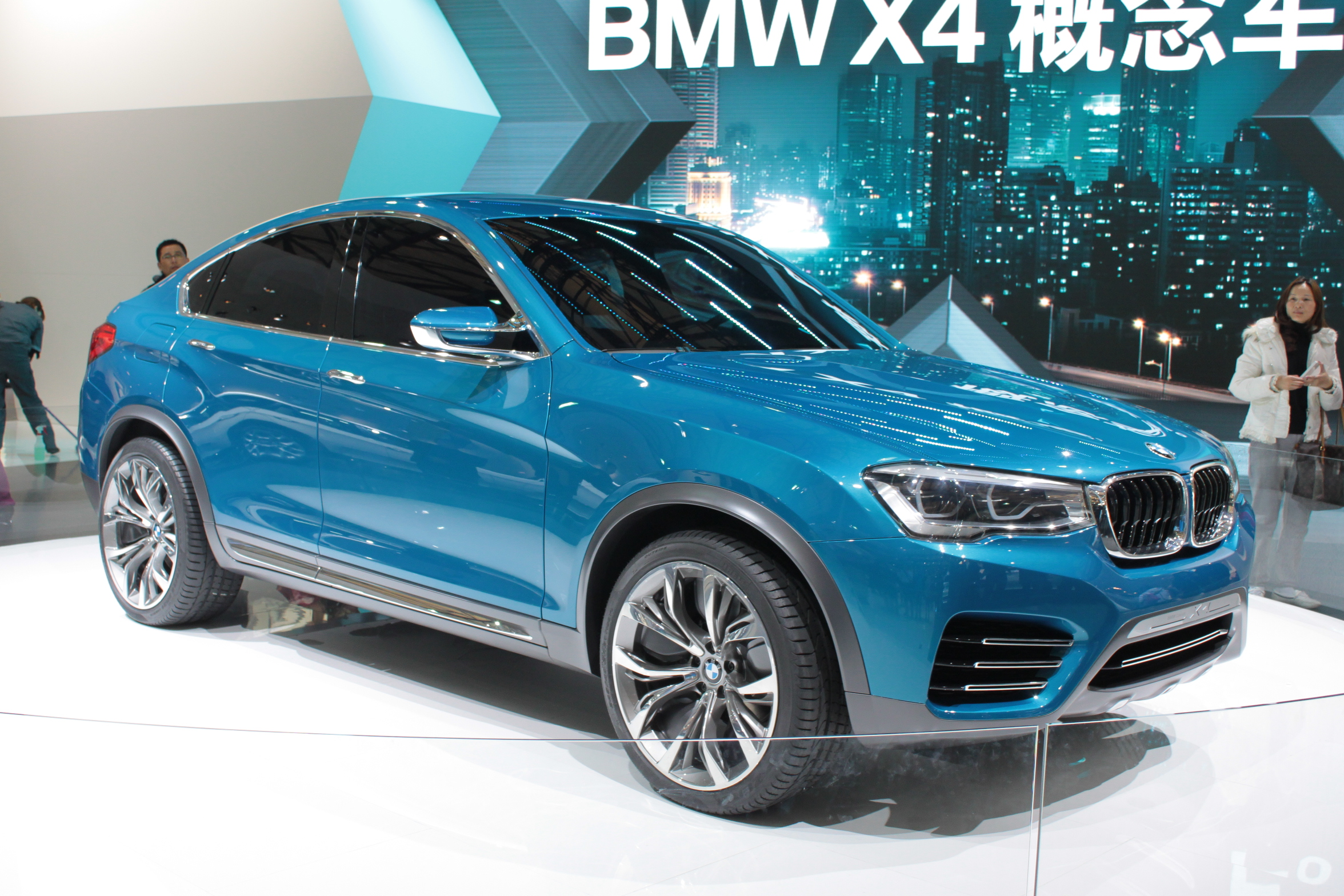
BMW X4

BMW X4 este un nou crossover fabricat de marca germană BMW în fabrica sa din Carolina de sud, Statele Unite.
A fost inițial lansat în 2013 sub forma de concept și a fost lansat oficial în 2014 la New York International Auto Show, vânzările începând în primăvara anului 2014.
BMW X4 împarte grupuri de motorpropulsoare cu BMW X3, incluzând motoarele de patru și șase cilindri atât pe petrol cât și pe diesel. Acest model este mult mai zgomotos decât BMW X3, dar BMW X5 este cel mai zgomotos dintre toate. 